# 271号华盛顿州州道
271号华盛顿州州道（英語：Washington State Route 271）是美国华盛顿州的一条州级公路，长约8.48-英里（13.65-），完全位于惠特曼縣境内，是27号华盛顿州州道的一条支线，连接了奥克斯代尔和罗萨莉娅。